# Simfonie

Pagina cu numărul 12 din manuscrisul original al Simfoniei a noua a lui Ludwig van Beethoven

Simfonia (din limba greacă: συν = împreună, și φωνη = sunet) este o compoziție muzicală instrumentală de proporții vaste, alcătuită din mai multe părți (de regulă, patru), fiind executată în sălile de concert sau pentru înregistrări de o amplă orchestră simfonică. O simfonie nu are soliști instrumentali, excepție făcând așa-numita „Simfonie concertantă” (de ex.: Sinfonia concertante pentru vioară, violă și orchestră KV364 de W.A. Mozart sau Symphonie espagnole pentru vioară și orchestră de Édouard Lalo). Simfonia a IX-a de Ludwig van Beethoven introduce în mișcarea finală vocea omenească sub formă de soliști și cor. Procedeul va fi preluat și de alți compozitori în creațiile lor, fără a impieta însă asupra rolulului predominant al orchestrei.

## Istoric
Cuvântul simfonie derivă din grecescul syn (împreună) și phōnē (a suna). În secolul al XVII-lea, termenul era folosit pentru introducerile orchestrale ale operelor (sinfonia), cantatelor, oratoriilor, pentru introducerile orchestrale ale ariilor, dar și pentru lucrările de ansamblu care puteau fi clasificate ca și sonate sau concerte. Factorul comun în folosirea variată a termenului a fost tratarea simfoniei sau sinfoniei ca o parte dintr-un fragment mai mare dintr-o compoziție.
Pentru a înțelege dezvoltarea stilului clasic de simfonie este necesară urmărirea evoluției ei în secolul al XVIII-lea. În primul rând, simfonia a fost exploatată cu o mare intensitate pe parcursul întregului secol: catalogul simfoniilor secolului al XVIII-lea conține peste 13.000 de astfel de lucrări distincte. În acea vreme, în Europa nu exista un stil somptuos, bisericesc, sau chiar privat care să conțină o serie (stoc) de simfonii. Colecții valoroase au fost descoperite în Finlanda, Sicilia, Kiev sau Salem. Centrul de conducere în producerea simfoniilor a fost fără îndoială Viena, urmată de Germania, Italia, Franța și Anglia; însă o activitate importantă a avut loc și în Scandinavia, Spania, Polonia și Rusia. În al doilea rând, un aspect important este dezvoltarea continuă a simfoniei, începând de la sfârșitul secolului al XVII-lea cu necesitățile tehnice ale instrumentelor, conținutul și contrastul de tempo, și ducând în final la o serie echilibrată a procedurilor care rezumă stilul clasic. În cele din urmă, caracterizând pe o scară mai largă, caracterul public al simfoniei, împreună cu faptul ca aceasta nu depinde de o anumită virtuozitate pentru a obține un astfel de efect, i-a oferit o greutate și o semnificație care solicita abilitățile unui compozitor. Poziția din ce în ce mai proeminentă oferită simfoniei în secolul al XVIII-lea, apare în mod tangibil în dubla importanță pe care acesta o ocupă în cataloagele publicate și rolul remarcabil pe care îl ocupă în scrierile vremii.

### Consemnarea termenului în surse timpurii
În Antichitatea greacă, termenul Συμφωνια indica consonanțele, în mod particular consonanța perfectă (octava), dar a fost folosit de Aristotel (în „Despre cer”) și pentru a indica interpretarea în public a mai mulți muzicieni. La romani, în latina clasică, corurile în care se cânta în octavă se numeau symphonici. În Evul mediu, termenului symphonia i se opune diaphonia: primul indicând consonanța, în timp ce al doilea corespunde disonanța. Isidor din Sevilla (560-636) folosește cuvântul latin symphonia pentru a denumi un instrument de percuție cu două capete. În Franța evului mediu dezvoltat și târziu (sec. XII-XIV, symphonie era numele unei flașnete (organistrum). În Germania, spineta va fi mai târziu numită Symphonie.

### Renașterea și epoca barocă
Prima folosire a termenului pentru a indica o compoziție muzicală instrumentală se găsește într-un manuscris din secolul al XV-lea descoperit la Leipzig, care conține și o simfonie „pentru tuba și alte instrumente armonioase” (a nu se confunda latinescul tuba cu instrumentul modern; tuba renascentistă este tot o specie de instrument de suflat din alamă, dar de o cu totul altă construcție). Începând cu secolul următor, cuvântul „simfonie” este folosit tot mai frecvent, cu semnificații diferite. Astfel, în 1585, la Antwerpen, o colecție de madrigale este denumită Symphonia angelica di diversi eccellentissimi musici. În Italia, în 1589, Luca Marenzio adună sub numele de Symphoniae o serie de intermezzi instrumentali, iar la Veneția, în 1597, Giovanni Gabrieli compune o serie de bucăți vocale și instrumentale pe mai multe voci, pe care o intitulează Cantus sacrae symphoniae. În 1603 apare la Nürnberg o colecție de piese sub numele de Sacrae symphoniae diversorum excellentissimorum auctorum.
Compoziția muzicală care, din secolul al XVII-lea, este denumită tot mai frecvent „simfonie” (în italiană: sinfonia) este preludiul instrumental al unei opere lirice, specie dezvoltată în acel timp în Italia, mai ales la Florența – începând cu Jacopo Peri (Euridice), Giulio Caccini ș.a., în cadrul cercului cultural Camerata de' Bardi, având ca mentor muzical pe Vincenzo Galilei. Un exemplu îl constituie „sinfonia” cu care se deschide celebra operă L'Orfeo a lui Claudio Monteverdi (1607).
Mai târziu, se stabilește o distincție clară între „simfonia” franceză și cea italiană. Spre deosebire de introducerea orchestrală a operelor franceze – ouverture (care urma schema propusă de Jean-Baptiste Lully, anume lent-rapid, uneori cu reluarea primei mișcări), sinfonia italiană (popularizată în special de școala muzicală din Neapole prin Alessandro Scarlatti, răspândindu-se apoi în toată țara) era caracterizată prin mișcările rapid-lent-rapid.

### Barocul târziu și „stilul galant“
Termenul de simfonie este încă utilizat în sensuri diverse. Johann Sebastian Bach denumește „Symphonie” ciclul de invențiuni pentru clavecin (1723), precum și preludiul Partitei în do minor pentru clavecin.
În apropierea jumătății secolului al XVIII-lea, generația (autointitulată autoare a „stilului galant”) care va determina tranziția către un stil radical schimbat (cunoscut astăzi drept „clasicism”) cuprinde un număr de reacții puternice la adresa esteticii muzicii baroce. Carl Philipp Emanuel Bach (1714-1788, fiul lui Johann Sebastian), Johann Gottlieb Graun (1702-1771) și Georg Christoph Wagenseil (1715-1777) aplică termenul de simfonie pentru o piesă orchestrală de sine stătătoare, împărțită – de regulă – în trei mișcări contrastante (reluând mai vechiul model oferit de italieni). Un rol important în dezvoltarea acestui nou fel de simfonie l-a jucat Școala muzicală de la Mannheim, conturată în jurul compozitorului și dirijorului Johann Stamitz (1717-1757).
Cele mai timpurii simfonii de concert sunt orchestrate pentru orchestră de coarde, cu clavecin și deseori fagot ca parte a grupului continuo. Deși norma conține patru instrumente(două viori, o violă și un bas) trio simfoniile pentru două viori și bas sunt  destul de întâlnite în fazele timpurii ale simfoniei. Simfoniile formate sub standardul a 4 continuă să fie cultivate până la sfârșitul secolului, în special de către compozitorii care lucrează la centrele mai mici din provincie, dar și în circumstanțe speciale, de către bine cunoscute figuri cum ar fi Carl P.E. Bach, ale cărui simfonii pentru orchestră de coarde din 1773 au fost scrise pentru Gottfried van Swieten.
Noua specie se răspândește în restul Europei. Numărul părților componente se mărește la patru, prin introducerea de către Johann Stamitz înainte de mișcarea finală a unei alteia, în tempo de menuet. Între compozitorii de simfonii se numără Matthias Georg Monn (1717-1750), Wenzel Raimund Birck (1718-1763, la Viena), Leopold Mozart (1719-1787, la Salzburg), François-Joseph Gossec (1734-1829, la Paris). În Anglia, genul simfonic se face cunoscut prin lucrările compozitorilor germani Johann Christian Bach (1735-1782) și Karl Friedrich Abel (1723-1787), stabiliți la Londra. În Italia se remarcă Giovanni Battista Sammartini (1701-1775), Andrea Luchesi (1741-1801) și Antonio Brioschi (1725-1750).

## Simfonia clasică
Simfonia clasică se dezvoltă la Viena în ultimele decenii ale secolului al XVIII-lea și în principal este legată de numele compozitorilor Joseph Haydn, Wolfgang Amadeus Mozart și Ludwig van Beethoven.

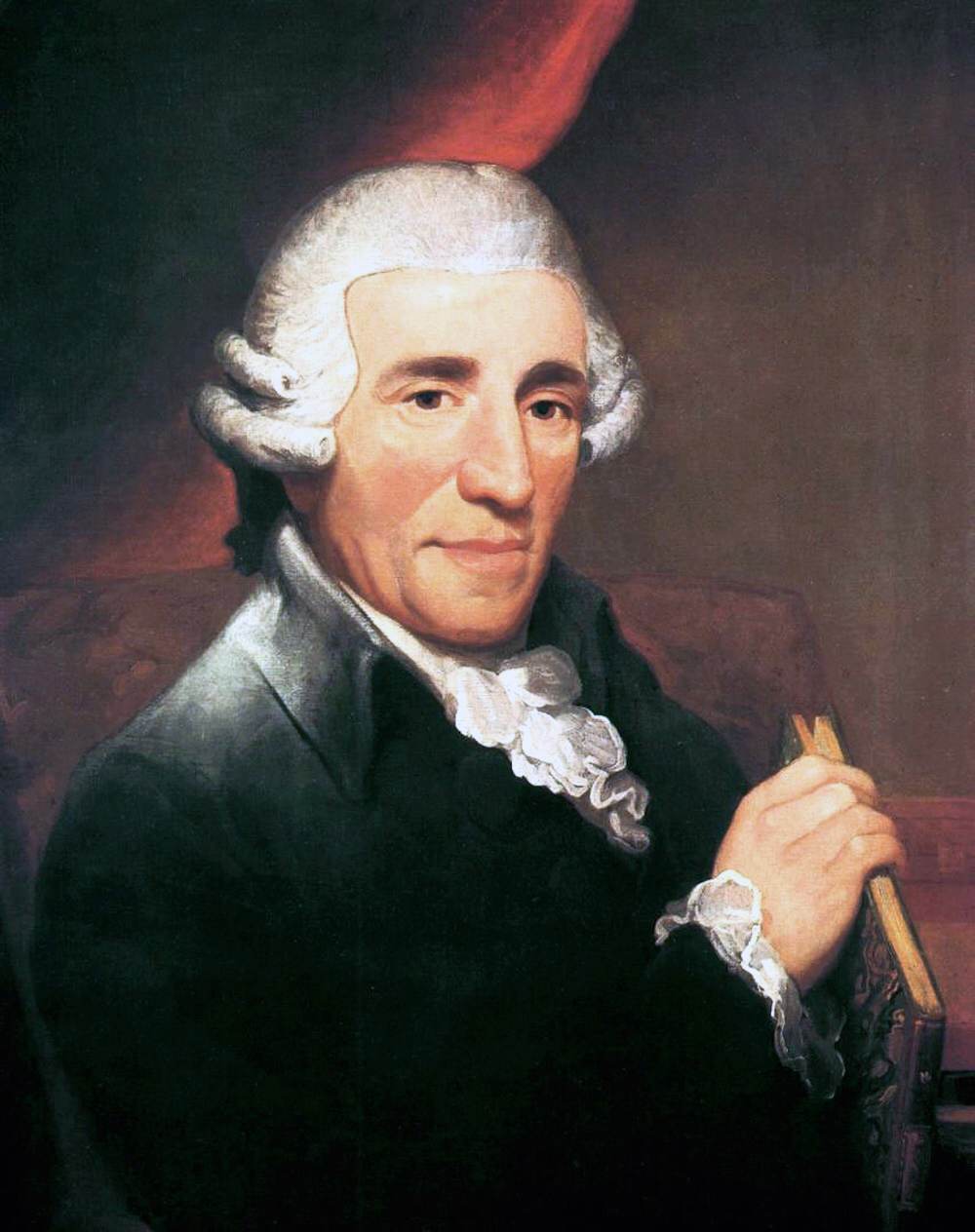
Joseph Haydn
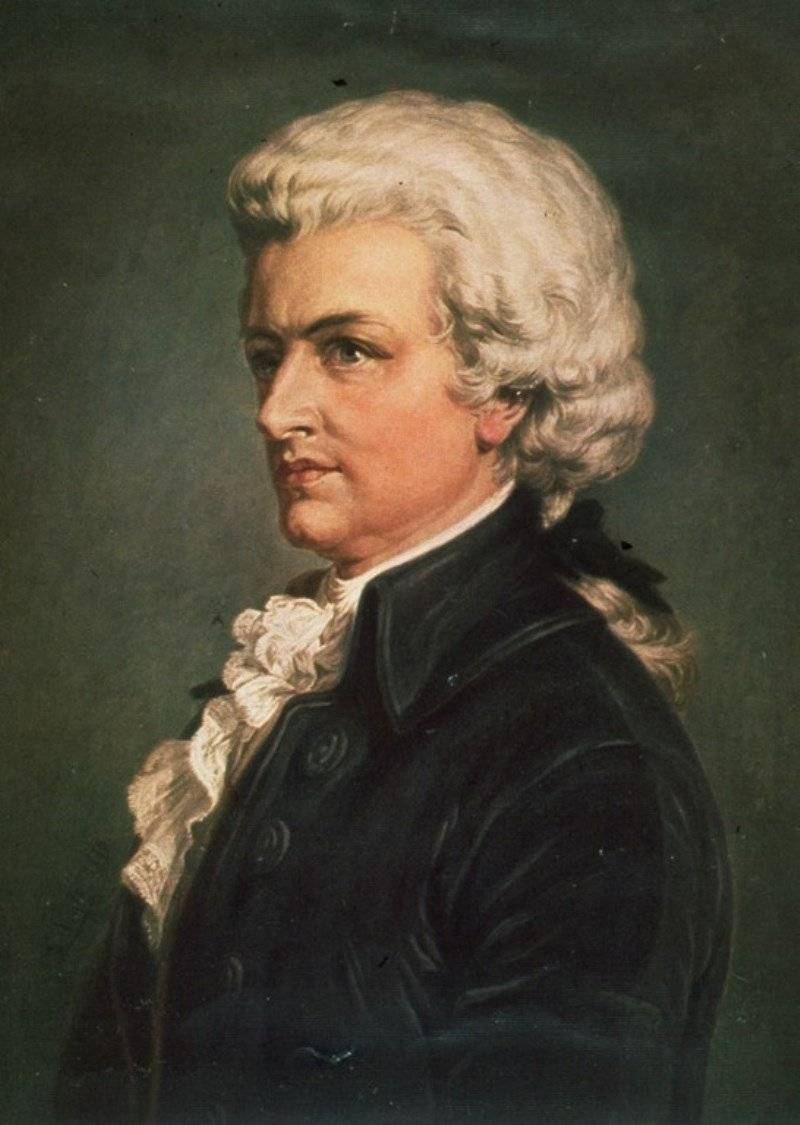
Wolfgang Amadeus Mozart
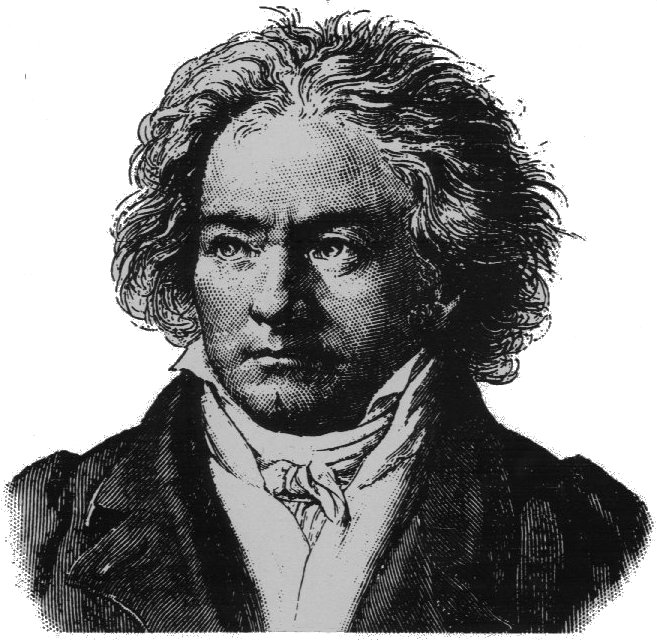
Ludwig van Beethoven

### Aportul compozitorilor mai importanți ai perioadei

#### Joseph Haydn
Haydn introduce un climat afectiv puternic prin afilierea sa cu mișcarea artistică a vremii, numită Sturm und Drang; simfoniile sale stabilesc coordonatele formatului clasic al speciei. A scris 104 astfel de compoziții, multe cunoscute astăzi prin titluri cu aluzie programatică care, în fapt, aparțin de o dată mult mai recentă. Haydn dezvoltă un model pentru structura simfoniei, canonul stabilit astfel numărând patru părți. Simfoniile sale încep de regulă printr-un allegro în formă de sonată, se continuă cu o mișcare lentă (andante sau adagio), urmată de un menuet și un final (finale) în tempo alert, adesea în formă de rondo. Culmea creației lui Haydn o constituie ultimele douăsprezece simfonii, denumite „Simfonii londoneze”, compuse între anii 1790 și 1795 pentru impresarul londonez Salomon.
Cu aproape 40 de ani în care a compus simfonii, Haydn depășește majoritatea compozitorilor din acea perioadă datorită experienței sale. Este dificil de a grupa uriașa creație simfonică în perioade deoarece similitudinile dintre simfoniile cronologice adiacente par adesea mai puțin demne de remarcat decât diferențele și individualitățile lor. În tinerețea sa, Haydn a lucrat pentru instituții mici, având la dispoziție forțe orchestrale modeste; acest fapt este reflectat în simfoniile sale timpurii.În această perioadă și în anii de după numirea sa la curtea Esterhazy din  anul 1761, Haydn a compus în diferite feluri și stiluri simfonice mai mult decât în orice alt moment, inclusiv lucrări cu ample elemente concertante, canoane, finaluri de fugi.  Aceste stiluri diferite nu ar trebui considerate experimente ci ca răspunsuri la schimbarea cerințelor care includeau probabil interpretare în biserică. În ultimii ani Haydn a răspuns provocărilor speciale cu soluții imaginative neașteptate, ca și în comicul „Il distratto” (nr. 60 – 1774) a cărui șase părți au fost scrise ca un accesoriu muzical pentru o comedie, sau în „Hornsignal” (nr. 31 – 1765) un exemplu strălucit de tratare concertantă în care include diferite solicitări ale cornului. 
Primele simfonii ale lui Haydn arată o preponderență a ciclului de trei părți,  deși de la început a acordat finalurilor simfoniilor sale mult mai mult interes decât celor ale uverturilor operelor tipice. În cursul acestei perioade Haydn a început să folosească din ce în ce mai mult planul care conținea patru mișcări deja constatate în numeroase simfonii austriece : repede – menuet/trio – lent – repede (simfoniile nr. 32, 37 și mai târziu nr. 44 și 68; nr. 15 cu o structură lent – repede - lent în locul primei mișcări rapide) ; lent –repede - menuet/trio – repede (simfoniile nr. 5, 11, 21, 22, 34 și 49; nr. 18 cu structura lent - repede-tempo di minuetto) și ciclul standard final, repede – lent – menuet/trio – repede (începând cu simfoniile nr. 3 - 6,7,8 – trilogia „Le matin”, „Le midi” și „Le soir” - și nr. 14, 20, 33 și 36). 
Numerele 6-7 sunt printre primele simfonii care includ un început lent, cel al nr. 6 („Le matin”) reprezentând mai mult un răsărit de soare „prescurtat”. Cu toate acestea, Haydn nu a mai folosit acest model până în anii 1770 și a devenit un model standard petru el doar după anul 1785. Mai târziu în cariera lui Haydn au intrat diferite rafinamente și inovații care au fost importante pentru compozitorii de mai târziu. Acestea includ introducerea elementelor tematice între introducerea lentă, mișcarea rapidă și următoarele mișcări rapide (simfoniile nr. 90, 98, 102-3); dezvoltarea și exploatarea unei game largi de forme variate în mișcări lente, inclusiv variațiile alternate sau duble (începând cu simfoniile nr. 53, 63 și 70) și combinații eficiente de variații ; conectarea menuetului și a trio-ului cu ajutorul unei tranziții (simfoniile nr. 50, 99 și 104) precum și utilizarea pe o scara largă a ultimei părți în forma de sonată-rondo (exemplele cele mai cunoscute aflându-se în simfoniile nr. 88, 94, 99, 101, 102 și 103). 
Poziția lui Haydn la curtea prințului Esterhazy necesita o constantă producție pentru executarea lor imediată, oferind astfel o oportunitate unică pentru compoziție dar și pentru o auto - critică. Astfel, beneficiind de un astfel de cadru prolific, Haydn  începe o expansiune internă, majorându-și ideile tematice, elaborând noi mijloace de dezvoltare, executând modulații mai îndepărtate. Remarcabilul număr de simfonii rafinate rezultat arată numeroase proceduri caracteristice, printre care construirea unei expoziții pornind de la o singură idee tematică, cu un contrast care deseori este amânat pentru secțiunea finală; explorarea constată a neașteptatului, imprevizibil deoarece sursa surpriză de schimbări se schimbă în fiecare lucrare. 
Punctul culminant al realizărilor lui Haydn ca simfonist a venit în anii 1785-1795. O însărcinare de la Paris  a dat naștere unor șase noi simfonii (nr. 82 – 87) pentru concertul de la „Loge Olympique” urmate de simfoniile nr. 88 și 89 („Tost”- 1787) și nr. 90-92  (din 1788). În aceste lucrări Haydn atinge noi culmi ale ingeniozității, umor și accesibilitate. Mai târziu, excursiile la Londra din anii 1791-1792 și 1794-1795 au generat două serii a câte șase simfonii: nr. 93-98 și 99-104, care egalează celelalte grupări de simfonii în calități și le depășesc în amploarea concepției, recursul melodic, strălucirea magistrală orchestrală. 
Haydn a fost un inovator în toate direcțiile. Aproape fiecare simfonie conține o varietate de idei care sfidează clasificarea. Două proceduri recurente dar în continuă schimbare oferă puțină introspecție metodelor sale. În primul rând, prin tratarea frazei mai puțin ca un scop în sine decât o parte a grupărilor mai dezvoltate din punct de vedere ritmic generează un control ritmic neobișnuit de larg. În al doilea rând, prin extinderea procesului de dezvoltare cuprinzând atât expoziția cât și repriza.
Printre inovațiile aduse de Haydn în structura simfoniei sunt de menționat:
- o scurtă introducere dramatică în tempo lent cu care se deschide prima parte, continuată apoi într-o mișcare vioaie
- partea a doua, lentă, organizată în formă de temă cu variațiuni
- menuetul (partea a treia) are două triouri; metrul ternar (în trei timpi) sugerează caracterul dansului din care provine, cu același nume
- finalul are un tempo rapid și formă de rondo simetric, lipsit de neregularitățile rondo-ului baroc.[necesită citare]

#### Wolfgang Amadeus Mozart
Cele 41 simfonii ale lui W.A. Mozart reprezintă cel mai înalt nivel ajuns de acest gen în a doua jumătate a secolului al XVIII-lea. La început entuziasmat de stilul lui Johann Christian Bach (fiu al lui Johann Sebastian, stabilit în Londra), Mozart va prelua mai apoi construcția simfonică elaborată de J. Haydn. Contribuțiile sale favorizează melodica (desfășurată deasupra unei trame armonice esențializate față de creațiile anterioare, melodia la Mozart este descrisă la superlativ în privința ingeniozității, a fanteziei) și orchestrația. Cele mai cunoscute simfonii ale sale sunt: „Pariziana” KV 297 (1778), „Haffner” KV 385 (1782), „Linz” KV 425 (1783), precum și ultimele patru, „Pragheza” KV 504 (1786), Simfonia în Mi{\displaystyle \flat } major, nr. 39 KV 543, Simfonia în Sol minor, nr. 40 KV 550 și Simfonia „Jupiter”, nr. 41 KV 551 (toate în 1788).
Mozart a început să scrie simfonii în anul 1764, în Anglia, la vârsta de numai opt ani. Datorită începutului său timpuriu, compoziția lui Mozart de simfonii se întinde pe o perioaă de 25 de ani. Datorită contactului prietenos pe care l-a avut în Anglia cu J.C. Bach și Abel, Mozart abordează un stil componistic „italian”, având mișcări ritmice grațioase peste care fundalul său austro-german a adăugat profunzime armonică, subtilitate de frazare și virtuozitate orchestrală. 
Simfoniile timpurii ale lui Mozart se confruntă cu numeroase probleme de autenticitate și cronologie. Lucrările timpurii scrise în Londra și în Țările de Jos între anii 1764-1766 sunt alcătuite din trei părți, cea din urmă fiind în 3/8. Fiecare primă parte este într-o formă binară de sonată, în care doar a doua jumătate a expoziției este repetată. 
Darurile cu care a fost înzestrat Mozart, în special simțul său pentru culoare și echilibru au stabilit o serie de diferențe specifice între simfoniile sale și cele ale lui Haydn. Sensibilitatea sa pentru culoare a produs mai multă însărcinare instrumentelor de suflat dar și un stil componistic bogat în expresii. Această preocupare pentru culoare apare de asemenea în secțiunile de dezvoltare. Întrebuințarea modulației de cele m ai multe ori fără alterații tematice semnificative, a făcut ca anumiți critici să considere dezvoltările mozartiene mai puțin substanțiale  și „serioase” decât cele ale lui Haydn. 
Două caracteristici finale ale stilului simfonic matur mozartian sunt demne de remarcat. În primul rând, unele aspecte ale controlului său ritmic, deși sunt mult mai puțin vizibile decât conducerile motivice  ale lui Haydn, care contribuie în mod semnificativ pentru fundamentarea mișcării. Iar un al doilea punct în general trecut cu vederea, se referă la modul în care Mozart dezvoltă finalurile părților, incluzând atât serenitate cât și strălucire.

#### Ludwig van Beethoven

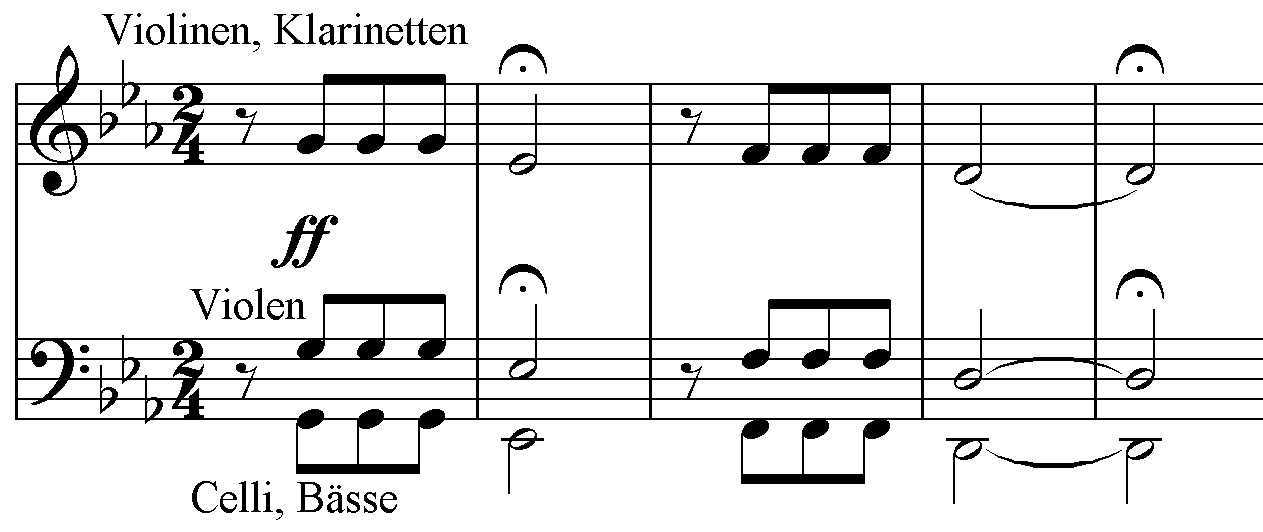
Primele măsuri ale Simfoniei a V-a de L. van Beethoven.

Prin L. van Beethoven, simfonia capătă noi dimensiuni în conținut și formă, care aveau să surprindă publicul. Acesta a compus nouă simfonii, unele avînd un conținut programatic marcat de înalte concepții ideale și etice. Simfonia lui Beethoven, ca de altfel întreaga sa creație, îndreaptă interesul pentru melodie stârnit de creația lui W.A. Mozart către armonie (acordică), polifonie și formă – într-un cuvânt, construcție muzicală; în schimb, melodica sa este una „pauperă” (Liviu Dănceanu). Comparația celor doi autori merge mai departe, punându-se în discuție o tipologie a „melodiștilor” și una a „componiștilor” – prima se bazează pe efectul creat de melodii cu multă personalitate, în vreme ce a doua se remarcă prin dezvoltarea unor teme muzicale triviale (atunci când acestea sunt desprinse din context). Beethoven este considerat pentru epoca sa drept cel mai creativ „componist”, mărturii ale artei sale fiind dezvoltările din partea întâi a Simfoniei a V-a și partea a doua din Simfonia a VII-a, construită pe o temă aproape lipsită de melodie (finalul mișcării reia tema în mod fragmentat, „traversând” mai multe partide instrumentale din orchestră în timpul enunțării, într-un procedeu asemănător cu Klangfarbenmelodie, impus în secolul XX).
Limbajului muzical adoptat de Beethoven în simfoniile sale este aclamat în epocă pentru mobilitate și neprevăzut. Structura primei părți este amplificată, conținând o dezvoltare mult mai consistentă, o repriză diferențiată de expoziție, în timp ce coda devine o secțiune de sine stătătoare ce conține epilogul discursului muzical. Beethoven mărește aparatul orchestral, în special în direcția instrumentelor de suflat, care în plus împart poziția „melodică” cu familia coardelor.
Simfonia a III-a, „Eroica” (1803), ce reprezintă „debutul marilor epoci creatoare” (Romain Rolland), propune o primă mișcare lentă, dramatică, sub forma unui marș funebru; în partea a treia se înlocuiește menuetul cu scherzo (it. „glumă”), mai rapid, pentru prima oară. Alte simfonii la care se face referire mai frecvent: Simfonia a V-a în do minor („a Destinului”, 1808), Simfonia a VI-a în Fa major („Pastorala”, 1808) – vădește elemente de programatism și introduce o a cincea parte, experiment nereluat însă în următoarele creații de gen, Simfonia a VII-a în La major („Apoteoza dansului”, 1811) și Simfonia a IX-a în re minor (1824) – finalul acesteia din urmă introduce soliști vocali și cor („Oda bucuriei”) pe versuri de J.C. Friedrich von Schiller.

### Structura simfoniei clasice
Simfonia clasică are în general patru părți:
- Prima parte în tempo rapid (de exemplu, allegro), structurată sub formă de sonată bitematică și repartizată după schema „expoziție-dezvoltare-repriză”. Uneori este precedată de o scurtă introducere lentă.
- Mișcarea a doua este lentă (andante, adagio ș.a.) și permite mai multe abodrări formale; se folosesc cel mai mult forma de romanță cantabile, tema cu variațiuni și rondoul. W.A. Mozart introduce în această parte și forma de sonată (de ex.: în Simfonia KV 551).[necesită citare]
- Mișcarea a treia, în tempo de menuet (de unde și numele – pulsație moderată), constituie de obicei partea cea mai scurtă a simfoniei. Începând cu Ludwig van Beethoven, menuetul este înlocuit de scherzo, într-un tempo mai rapid și dansant.
- Finalul are un tempo rapid (allegro, vivace, presto ș.a.) și este construit cel mai adesea ca rondo, dar și în formă de sonată sau ca temă cu variațiuni.

Prima și ultima parte sunt scrise aproape totdeauna în aceeași tonalitate, al cărei nume intră în însuși titlul simfoniei, în timp ce părțile centrale au o tonalitate variabilă: dacă tonalitatea de bază este minoră, mișcarea lentă este adesea majoră, în timp ce, dacă simfonia este compusă într-o tonalitate majoră, părțile centrale preiau tonalitatea dominantă sau subdominantă. În special din Romantism se constată tot mai multe excepții de la această schemă; totuși, ea rămâne în linii mari un termen de referință până la jumătatea secolului al XX-lea, așa cum o demonstrează simfoniile scrise de Gustav Mahler, Serghei Prokofiev sau Dimitri Șostakovici.

## Simfonia în secolul al XIX-lea

### Începuturile simfoniei romantice
Simfonia secolului XIX prezintă o coerență remarcabilă ca gen, de la simfoniile timpurii ale lui Beethoven până la perioada mijlocie a simfoniilor lui Mahler. Identitatea genului se bazează în mare parte pe criterii externe de structură și mărime : compozitorii au desemnat simfonia ca o lucrare orchestrală pentru o orchestră de proporții medii sau mari, de obicei alcătuită din trei, patru sau cinci părți (de obicei din patru). În partea I este de obicei utilizată forma de sonată, precedată de o introducere lentă; în partea a doua avem deseori un moment liric lent, de obicei în formă de sonată sau de tip ABA, sau temă cu variațiuni; partea a treia este de obicei un dans – scherzo; iar partea a patra un final rapid. Ordinea celor două părți mediane este câteodată schimbată, și au existat desigur și alte excepții de la această formă standard, însă ele rămân excepții. 
Prin aceste criterii externe, simfonia ar putea fi definită ca o „sonată pentru orchestră”, chiar dacă de fapt diferențele dintre aceste două genuri sunt complexe. Pe la sfârșitul secolului XVIII și începutul secolului al XIX-lea comentariile critice la adresa simfoniei au subliniat în mod repetat calități distinctive: o textură în esență polifonică și o nuanță „publică”. Simfonia a fost în mod constant apreciată pentru abilitatea sa unică de a uni o gamă atât de variată de instrumente în așa fel încât nici o voce nu este predominantă, toate contribuind unui întreg.
Datorită prestigiului estetic al simfoniei, și datorită cerințelor compoziționale pur tehnice, acest gen a fost universal cunoscut, la începutul secolului XIX, ca o piatră de încercare, de pricepere compozițonală. A fost un sentiment resimțit pe scară largă faptul că un compozitor nu ar putea (sau cel puțin nu ar trebui) să compună o lucrare din acest gen fără a stăpâni genurile mai mici. Simfonia  fost văzută ca un mijloc de realizare a faimei și nu a unui venit financiar, deoarece în ciuda prestigiului său ca gen, a rămas din punct de vedere economic nerentabil atât pentru compozitori cât și pentru editori. Simfoniile au fost dificil de compus, necesitând atât ingeniozitate cât și suport financiar pentru publicare.
Simfoniile împreună cu oratoriile, au constituit repertoriul central al multor festivaluri de muzică apărute în Germania, în prima jumătate a secolului XIX. Apariția unui nou repertoriu centrat pe ultimele simfonii ale lui Haydn și Mozart și Simfonia a IX-a de Beethoven, a ajutat la extinderea orchestrei simfonice. În același timp, același repertoriu canonic a făcut acceptarea lucrărilor noi mult mai dificilă.

##### Simfonia la Beethoven
Prima simfonie a lui Beethoven a apărut pe scena muzicală în anul 1801, când muzica instrumentală în general, în special simfonia, a început să se bucure de o creștere fără precedent în statutul estetic. În ultimii zece ani ai secolului XVIII simfonia s-a stabilit ca fiind unul dintre cele mai prestigioase genuri instrumentale, însă pentru că nu avea un obiect perceptibil al reprezentației, a fost privit mai degrabă ca un mijloc de divertisment decât un mod al transmiterii ideilor sociale, morale sau intelectuale. În „Critica facultății de judecare”(1790), Kant a repetat conceptul general al vremii respective în respingerea ideii că muzica instrumentală ar denota „mai multă plăcere decât cultura”, pe motiv că aceasta nu ar putea încorpora concepte și prin urmare trebuie judecată în funcție de plăcerea provenită de la forma sa simplă. Potrivit lui Kant, orice conținut asociat cu gândirea în mintea ascultătorului a fost pur accidental. Lucrări instrumentale care au încercat să „reprezinte” un eveniment, sau un obiect specific au fost disprețuite și socotite naive și inferioare din punct de vedere estetic.
Începând cu Simfonia a III-a, Eroica, Beethoven a explorat o varietate de moduri prin care muzica instrumentală ar putea evoca imagini și idei care depășesc lumea sunetului. Notația unei „idei poetice” a fost o constantă centrală în receptarea muzicii instrumentale ale lui Beethoven, iar exemplul cel mai bun îl regăsim în Simfonia a V-a.
Dintr-o perspectivă mai tehnică, simfoniile lui Beethoven exploră o gamă largă de abordări compoziționale. Într-adevăr, inovațiile lui Beethoven din punct de vedere formal sunt extraordinare, atât la nivelul părții în sine cât și al părților ca ciclu. Integrarea corului din finalul Simfoniei a IX-a este unul din cele mai evidente moduri în care putem observa explorarea unor noi abordări ale acestui gen. Simfonia a III-a, cu evocarea sa a idealurilor etice și politice dar și a morții (Marș funebru), a extins în mod substanțial limitele anterioare ale simfoniei „standard” și a deschis în mod explicit genul în sfera socialului. Simfonia a VI-a, Pastorala, tratează relația omului cu natura și explorează potențialul exponențial al muzicii instrumetale într-un mod care variază de la vag la specific. Simfonia a VII-a evită pozițiile programatice dar explorează sonorități și ritmuri orchestrale cu o intensitate fără precedent. Simfonia a IX a lui Beethoven a fost cea care a redefinit acest gen. În urma acestor lucrări, simfonia nu a mai fost considerată doar o chestiune de divertisment ci un vehicul de idei morale, filozofice și chiar sociale. Iar prin introducerea de text și voce în ceea ce fusese un gen tradițional instrumental, Beethoven a adus implicit în discuție superioritatea estetică a muzicii instrumentale. În acest sens, simfonia a IX-a de Beethoven a fost catalizatorul pentru ceea ce poate fi numit „o criză” despre însăși natura genului. Prin anii 1830 o dezbatere intensă cu privire la viitorul muzicii a fost în plină desfășurare, iar simfonia, ca cel mai ambițios dintre toate genurile muzicale, a fost în centrul acestei dezbateri. Schumann în celebra sa recenzie a Simfoniei fantastice a lui Berlioz a subliniat în anul 1835 faptul că, după Simfonia a IX-a de Beethoven „dimensiunile și obiectivele simfoniei” au fost epuizate. După ce a rezumat mai multe lucrări de acest gen, Schumann l-a declarat pe Mendelssohn câștigător al „coroanei și al sceptrului peste toți ceilalți compozitori ai vremii” dar a menționat că a ajuns la o singură concluzie: nu mai era nimic de câștigat. 
Mulți compozitori au continuat să scrie simfonii între anii 1820 - 1830 însă exista un sentiment tot mai puternic chiar și în momentul respectiv, cum că aceste lucrări erau din punct de vedere estetic mult inferioare ultimei simfonii ale lui Beethoven.
Moștenirea lui Beethoven a fost, desigur, unul dintre factorii care au influențat randamentul simfonic dintre anii 1820-1830, și ar fi simplist să i se atribuie orice schimbare în cadrul genului acestui singur factor. În mod evident, simfonia a reprezentat în continuare o provocare pentru ceilalți compozitori. Întrebarea reală nu a fost daca s-ar mai fi putut compune alte simfonii ci dacă ar fi posibil ca acest gen să se dezvolte așa cum s-a întâmplat în ultimii cincizeci de ani în mâinile lui Haydn, Mozart și Beethoven; în ceea ce privește acest aspect, s-au situat numeroase priviri sceptice, însă practic nici un optimism real.
Singurul compozitor în măsură să se confrunte cu moștenirea lui Beethoven, în anii 1830, a fost Berlioz. Acesta a fost recunoscut în timpul vieții sale, în special în Germania, în calitate de moștenitor adevărat al simfonismului beethovenian. În fiecare dintre cele trei simfonii de concert, Berlioz abordează provocări generice stabilite de Beethoven. Simfonia Fantastică din 1830 care a câștigat notorietare considerabilă datorită aranjamentului pianistic al lui Liszt, reprezintă o imagine aproape în oglindă a Simfoniei a IX-a de Beethoven. Strălucirea și originalitatea orchestrației lui Berlioz, abordarea „cosmică” a genului și abilitatea sa de a amesteca muzica și narațiunea au servit drept inspirație pentru următorii compozitori, pentru a extinde spiritul și originalitatea lui Beethoven în cadrul genului simfonic, fără a-l imita direct. Simfoniile lui Liszt și Mahler sunt profund legate de moștenirea lui Berlioz.

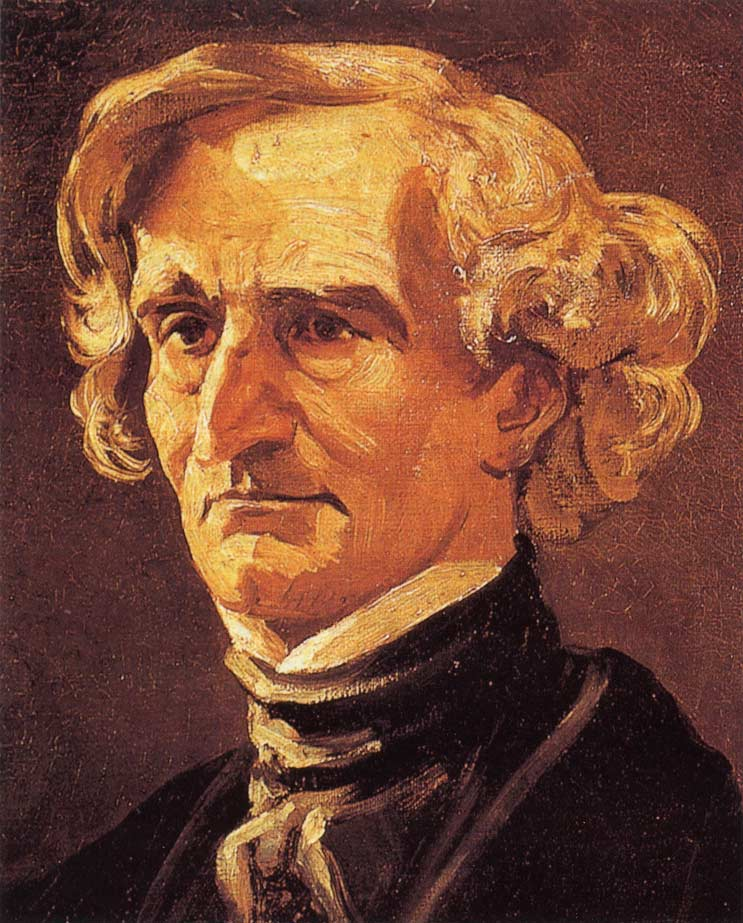
Hector Berlioz

Generația care i-a urmat lui L. van Beethoven nu a continuat în mod nemijlocit complexitatea formală și densitatea expresivă a muzicii sale. În cele nouă simfonii ale lui Franz Schubert, cu o structură mai liniară și cu un caracter cantabil patetic, se insistă mai mult asupra repetiției variate a detaliilor melodice, decât asupra dezvoltării tematice. Cele mai cunoscute sunt Simfonia a VIII-a în si minor – numită „Neterminata” (1822) pentru structura neobișnuită de doar două mișcări (Schubert însuși a renunțat la scrierea unei a treia, găsind echilibrul formal necesar lucrării foarte bine exprimat în doar două părți. Chiar și așa, un număr de compozitori au propus „completări” proprii ale simfoniei, însă niciuna nu s-a impus.) – și Simfonia a IX-a în Do major (1828).
Simfoniile lui Felix Mendelsohn Bartholdy și Robert Schumann se caracterizează prin bogăția configurației armonice și a conținutului poetic, tipice romantismului, adesea cu inspirație în religiozitatea protestantă. Cele mai cunoscute simfonii ale lui Mendelsohn, Simfonia a III-a „Scoțiana” (1832), a IV-a „Italiana” (1833) și a V-a „Reforma” (1842), conțin elemente programatice, fapt totuși nereprezentat de subtitlurile lor (care nu aparțin compozitorului). Simfoniile lui Robert Schumann, printre care Simfonia I „Primăvara” (1841) și a III-a „Renana” (1850), sunt din punct de vedere formal, în cea mai mare parte, lipsite de densitate structurală, având accentul mai mult pe construcția melodică.
În afara Germaniei, evoluția simfoniei încorporează elemente hibride, cum o demonstrează în Franța Hector Berlioz prin „Simfonia fantastică” (1830), una dintre primele lucrări de muzică programatică, a cărei structură (ordinea și numărul mișcărilor) este alterată față de canoanele clasice pentru a reprezenta mai bine „subiectul” ales (care totuși nu are nicio altă materializare decât sugerarea narațiunii prin aluzii muzicale). Atât orchestrația, cât și polifonia, în compozițiile lui Berlioz sunt profund originale și vor exercita puternice influențe asupra compozitorilor francezi care-i vor urma.

### Perioada romantică târzie
Lui Johannes Brahms și lui Anton Bruckner le revine meritul de a fi consolidat limbajul simfonic și de a-i fi dat o puternică forță arhitectonică. Cele patru simfonii ale lui Brahms revendică un permanent angajament moral în configurația romantică, cu o deosebită austeritate a limbajului și puritate a formei, în comparație cu complicatul și densul univers armonic wagnerian. 

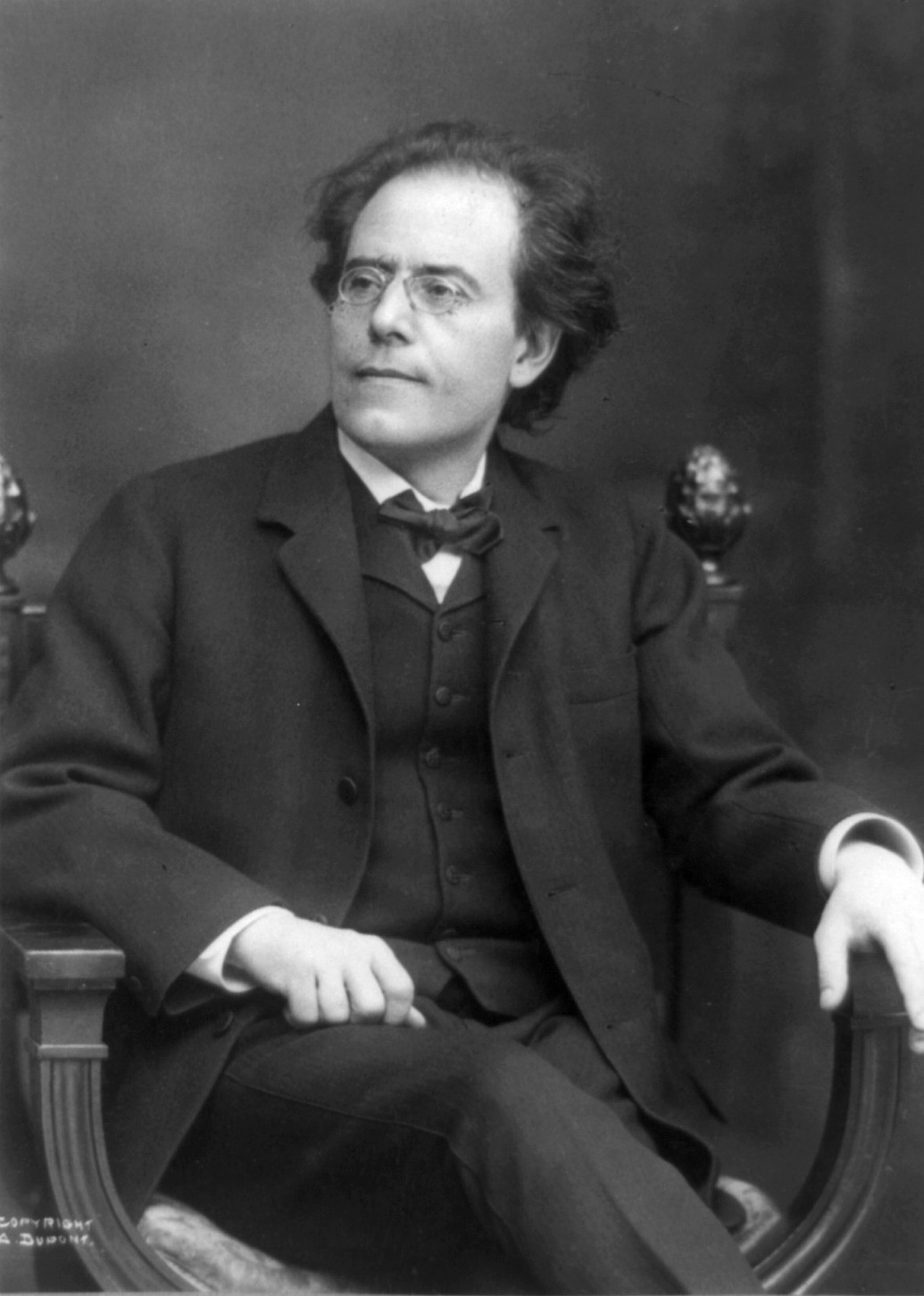
Gustav Mahler

Anton Bruckner se încadrează în rigoarea arhitectonică a lui Brahms, dar folosește un limbaj armonic în care se resimte influența lui Richard Wagner. Dimensiunile simfoniilor lui Bruckner se amplifică în lungime și în complexitatea orchestrației. Temele principale din primele mișcări ale simfoniilor sale sunt adesea în număr de trei și, în general, fiecare mișcare se îmbogățește cu alte idei melodice secundare. Grupul suflătorilor de alamă intervine de multe ori, întrerupând elanul dinamic, adagioul este adesea în formă de rondò, iar finalul este construit, la fel ca prima mișcare, în forma de sonată și utilizează teme deja apărute în mișcările precedente.
Un loc aparte îl ocupă Gustav Mahler, care amplifică și mai mult aparatul formal și instrumental al simfoniilor lui Bruckner. Soliști vocali și coruri apar în multe din simfoniile sale: Simfonia a 2-a conține un final care este un imn monumental al „Învierii”, în a 3-a, în șase părți, intervine o solistă contralto și un cor femenin, în a 8-a se intonează tema religioasă „Veni Creator Spiritus”, a 9-a se termină cu un adagio care durează o jumătate de oră, iar a 10-a - rămasă neterminată - cuprinde doar un adagio în care se recunosc deja elemente atonale.
Printre compozitorii de simfonii în a doua jumătate a secolului al XIX-lea sunt de menționat: Piotr Ilici Ceaikovski și Alecsandr Borodin (Rusia), Camille Saint-Saëns, Georges Bizet și César Franck (Franța), compozitorii cehi Bedřich Smetana și Antonin Dvořàk (Simfonia a 9-a „Din lumea nouă”), Jean Sibelius, compozitor finlandez.

## Simfonia în secolul al XX-lea
La începutul secolului al XX-lea se constată în toate domeniile artei o tendință de renunțare la formele tradiționale, căutându-se noi posibilități de exprimare artistică. În domeniul simfoniei se confruntă diverse curente artistice (de ex.: Expresionismul, Neoclasicismul) și procedee componistice (de ex.: tehnica dodecafonică). În timp ce mulți compozitori, ca Charles Ives, George Enescu, Carl Nielsen, Ralph Vaughan Williams, Serghei Prokofiev și Dmitri Șostakovici sunt încă strâns legați de forma tradițională, în simfoniile lui Albert Roussel sau Arthur Honegger se recunosc motive impresioniste, unii recurg la forme comprimate, ca Max Reger, Darius Milhaud, Paul Hindemith, Anton Webern, alții adoptă stilul liniar polifonic, ca Arnold Schönberg, Karl Amadeus Hartmann.
După 1950, se constată o diminuare a interesului pentru compoziția de simfonii. Totuși, o serie de compozitori au mai intreprins încercări fructuoase în acest gen:
| - Bohuslav Martinu - Hanns Eisler - Hans Werner Henze - Michael Tipett - Olivier Messiaen - Luciano Berio - Krzysztof Penderecki | - Peter Maxwell Davies - Wolfgang Rihm - Siegfried Matthus - Manfred Trojahn - Henryk Górecki - Gian Francesco Malipiero |

### Compozitori români de simfonii
- Pascal Bentoiu (8 simfonii)
- Nicolae Brânzeu (3 simfonii,și o simfonie concertantă)
- Mihai Brediceanu (1 simfonie)
- Sergiu Celibidache (4 simfonii)
- Paul Constantinescu (Simfonia ploieșteană)
- Dimitrie Cuclin (20 simfonii)
- George Enescu (5 simfonii, ultimele două orchestrate de Pascal Bentoiu, și o simfonie de cameră)
- Dinu Lipatti (1 simfonie concertantă pentru două piane și orchestră de coarde)
- Ștefan Niculescu (5 simfonii)
- Tiberiu Olah (1 simfonie)

## Instrumentația orchestrei simfonice

Distribuția instrumentelor în orchestra simfonică. (Streicher=Instrumente cu coarde; Bratschen=Viole; Holzbläser=Suflători de lemn; Blechbläser=Suflători de alamă; Schlagwerk=Instrumente de percuție; Pauken=Timpane)

Orchestra, așa cum se regăsește ea la sfârșitul tranziției către clasicism, este formată din instrumente cu coarde și arcuș (vioară, violă, violoncel, eventual contrabas sau un echivalent), suflători de lemn (flaut, oboi, fagot), corni și timpane. Începând cu ultimele simfonii de J. Haydn, în orchestră sunt cerute trompete și clarinet (care nu este utilizat într-un număr mare de simfonii de W.A. Mozart). Sub influența operei lirice, se adaugă mai târziu cornul englez, contrafagotul, suflătorii de alamă cu ambitus mai grav decât cornul francez (trombonul, tuba) și harpa. Acestora se adaugă vocea umană, așa cum a fost ea consemnată mai întâi în Simfonia a IX-a de L. van Beethoven. Pentru comparație, urmăriți instrumentația unor simfonii și cicluri de simfonii:
- Ultimele simfonii ale lui J. Haydn (1790-1795): coarde, 1 flaut, 2 oboaie, 2 fagoturi, 2 corni, 2 trompete și timpane
- Simfonia a VII-a de L. van Beethoven (1812): instrumente de coarde, 2 flaute, 2 oboaie, 2 clarinete, 2 fagoate, 2 corni, 2 trompete și timpane
- Prima simfonie a lui J. Brahms (1876): instrumente de coarde, 2 flaute, 2 oboaie, 2 clarinete, 2 fagoate, 1 contrafagot, 4 corni, 2 trompete, 3 tromboane și timpane
- Simfonia a VI-a de G. Mahler (1906): instrumente de coarde, 4 flaute, 4 oboaie, 3 clarinete, 1 clarinet în Mi{\displaystyle \flat }, 1 clarinet bas, 3 fagoate, 1 contrafagot, 8 corni, 4 trompete, 3 tromboane, 1 tubă, timpane, harpă, celestă, xilofon, alte percuții.

În afară de varietatea timbrului, și numărul elementelor unei orchestre simfonice crește simțitor în epoca romantică, trecând de la câteva zeci în simfoniile lui Haydn și Mozart la peste o sută de elemente în ultimele simfonii ale lui Beethoven, pentru a ajunge la orchestre de mare anvergură prevăzute pentru creațiile perioadei romantice târzii.

## Ilustrații audio-vizuale

### Joseph Haydn
- Symphony No. 101, the Clock Symphony, 2nd movement (ajutor·info) (Simfonia Nr. 101, „Ceasornicul”, Partea 2-a)
- Simfonia Nr. 94 „Surpriza”, Partea 2-a